# Hegyszentmárton
Hegyszentmárton község Baranya vármegyében, a Sellyei járásban. Három különálló településrésze Hegyszentmárton, az attól északnyugatra fekvő Alsóegerszeg és az északkeletre fekvő Monyorósd. Jellegzetessége a mindhárom településrész központjában megtalálható, kőből épült harangtorony.

## Fekvése
A település Pécstől, Siklóstól és Sellyétől is közel azonos távolságra helyezkedik el.
A szomszédos települések: észak felől Tengeri, kelet felől Siklósbodony, délről Kórós, nyugat felől pedig Bogádmindszent; közigazgatási területe a fentieken túl határos még északkelet felől Baksa és Kisdér, délkelet felől Babarcszőlős, Diósviszló és Rádfalva, délnyugat felől pedig Páprád közigazgatási területével is.

### Megközelítése
Legegyszerűbben az 58-as főút felől közelíthető meg, Garé és Siklósbodony érintésével, az 5815-ös úton. Ezen az útvonalon haladva először Monyorósdot érjük el, majd a településrész végét elhagyva az addig kelet-nyugati irányban haladó országút éles kanyarral délnek fordul, így éri el Hegyszentmártont. Alsóegerszeg Hegyszentmártontól nyugatra, Bogádmindszent felé továbbhaladva, az országút egy elágazásától érhető el.
Határszélét északnyugaton érinti még a Pécstől az ormánsági Vajszlóig húzódó 5801-es út is.
Hegyszentmártont érinti a Villány-Siklósi borút útvonala.

## Története
Nevét 1332-ben említette egy, a pozsonyi káptalan levéltárában őrzött oklevél S. Martini néven.
1332-ben Viszló falu felosztása kapcsán említették, hogy a Szentmárton felé eső rész a pécsi káptalannal határos.
A pécsi esperességben fekvő Hegyszentmárton papja 1332-ben 25, 1333-ban 8, 1335-ben 22 báni pápai tizedet fizetett.

## Közélete

### Polgármesterei
- 1990–1994: Jakab Gézáné (független)[3]
- 1994–1998: Jakab Gézáné (független)[4]
- 1998–2002: Jakab Gézáné (független)[5]
- 2002–2006: Jakab Gézáné (független)[6]
- 2006–2010: Jakab Gézáné (független)[7]
- 2010–2014: Jakab Gézáné (független)[8]
- 2014–2019: Jakab Gézáné (független)[9]
- 2019–2024: Jakab Gézáné (független)[10]
- 2024– : Jakab Gézáné (független)[1]

## Népesség
A település népességének változása:
| Lakosok száma | 416  | 422  | 421  | 367  | 355  | 396  | 405  | 388  |
|               | 2013 | 2014 | 2015 | 2019 | 2021 | 2022 | 2023 | 2024 |

A 2011-es népszámlálás során a lakosok 97,8%-a magyarnak, 25,6% cigánynak, 1,9% horvátnak, 2,2% németnek, 0,2% románnak, 0,2% szerbnek mondta magát (1,7% nem nyilatkozott; a kettős identitások miatt a végösszeg nagyobb lehet 100%-nál). A vallási megoszlás a következő volt: római katolikus 76,8%, református 4,8%, felekezeten kívüli 10,6% (7,5% nem nyilatkozott).
2022-ben a lakosság 93,2%-a vallotta magát magyarnak, 24,7% cigánynak, 1,5% németnek, 1,5% horvátnak, 2% egyéb, nem hazai nemzetiségűnek (6,6% nem nyilatkozott; a kettős identitások miatt a végösszeg nagyobb lehet 100%-nál). Vallásuk szerint 54,5% volt római katolikus, 3,3% református, 0,8% görög katolikus, 0,3% evangélikus, 0,5% egyéb keresztény, 2% egyéb katolikus, 8,1% felekezeten kívüli (30,3% nem válaszolt).

## Látnivalók
Hegyszentmártonnak nincsen saját temploma, viszont mindhárom falurész központjában három szintes, kőből épült harangtorony áll, meghatározó elemeiként a faluképnek; a temetőjében (mely Hegyszentmártontól nyugatra, az alsóegerszegi elágazástól nem messze található az országút mentén) a bejárattól távolabb egy Szent Pál nevére szentelt temetőkápolna is áll. Mindhárom településrész gyakorlatilag egyutcás kialakulású, sok szép, a környék hagyományos népi építészetére jellemző stílusjegyeket viselő parasztházzal.